# Michael John Seaton
Michael John Seaton (16 janvier 1923 - 29 mai 2007) est un mathématicien, physicien atomique et astronome britannique.

## Biographie
Il est né à Bristol et fait ses études à la Wallington County Grammar School (WCGS), un lycée du Surrey, où il remporte des prix pour ses réalisations en chimie.
De 1941 à 1946, il sert dans la Royal Air Force en temps de guerre en tant que Flight lieutenant. À ce titre, il sert d'abord dans le Bomber Command de la RAF, naviguant sur Avro Lancaster, et plus tard dans l'un des escadrons d'élite Pathfinder.
Après la démobilisation, il reprend ses études, et débute une longue carrière à l'University College de Londres. Obtenant un baccalauréat ès sciences de première classe en physique à peine deux ans plus tard, il continue, obtenant son doctorat sur les calculs quantiques de certains taux de réaction avec des applications aux problèmes astrophysiques et géophysiques en 1951. Plus tard, il fait d'importants travaux sur la théorie des défauts quantiques.
Après une interruption comme chargé de recherche à l'Institut d'astrophysique de Paris de 1954 à 1955, il gravit les échelons du département de physique de l'UCL, devient lecteur en 1959 et professeur de physique en 1963. Il est nommé Fellow du Collège en 1972, l'année de la fusion des départements de physique et d'astronomie. Il occupe le statut de professeur émérite et de chercheur honoraire de 1988 jusqu'à sa mort.
En 1964, il devient Fellow-Adjoint au Joint Institute for Laboratory Astrophysics (JILA) à Boulder, Colorado, une coentreprise entre l'American National Institute of Standards and Technology et l'Université du Colorado.
En 1967, il est élu Fellow de la Royal Society . Il est membre honoraire de l'Union américaine d'astronomie, décerné en 1983, et est nommé associé étranger de l'Académie nationale des sciences des États-Unis en 1986.
Seaton occupe la présidence de la Royal Astronomical Society [RAS] entre 1979 et 1981 et reçoit sa médaille d'or en 1983. Il reçoit la médaille et le prix Guthrie, de l'Institut de physique en 1984, et la médaille Hughes de la Royal Society en 1992.
Seaton est Senior Fellow au Science and Engineering Research Council EPSRC, 1984–88.